# Giorgio Consolini (album 1978)
Giorgio Consolini è un album del 1978 inciso da Giorgio Consolini per l'etichetta Edig, arrangiato da Ettore Ballotta.

## Tracce
Lato 1
1. Serenata Celeste – 3:56 (Ruccione, Fiorelli)
2. Tango d'amore – 3:24 (L. Cepparello)
3. La venditrice di stornelli – 2:43 (A. Delle Grotte, Amari)
4. Follia – 2:59 (G. Capellari)
5. Attesa – 2:42 (W. Pergoli, A. Galletti)
6. Ave Maria – 4:22 (F. Schubert, elab. E. Ballotta)

Lato 2
1. Anema e core – 3:38 (T. Manlio, S. D'Esposito)
2. Bela burdela (A Gramadora) – 2:43 (A. Spallicci, E. Martuzzi)
3. La sala è vuota – 2:52 (R. Casadei, S. Casadei)
4. La strada nel bosco – 3:16 (Nisa, Rusconi)
5. Chiesetta sul monte – 3:32 (Barazon, Micheletti)
6. Stornelli fiorentini – 4:02 (Anonimo, elab. Pergoli)

- Ed. Boston: brano n° 2, 4, 5, 6 del Lato 1; n° 2, 3, 5, 6 del Lato 2
- Ed. Medium: brano n°3 del lato 1